# Мосна (река)
Мосна је десна притока Поречке реке, дужине 4km и површине слива 5,6km². 
Извире на западној страни планинског венца Великог гребена, на 450 м.н.в. У свом току протиче кроз насеље Мосна и улива се у Поречки залив северно од насеља, на 80 м.н.в. Тече од истока ка западу. Слив реке је у границама НП Ђердап. Притоке реке су мањи водотокови.